# Symplecta (Podoneura) harteni
Symplecta (Podoneura) harteni is een tweevleugelige uit de familie steltmuggen (Limoniidae). De soort komt voor in het Afrotropisch gebied.